# Costume de Ruhla

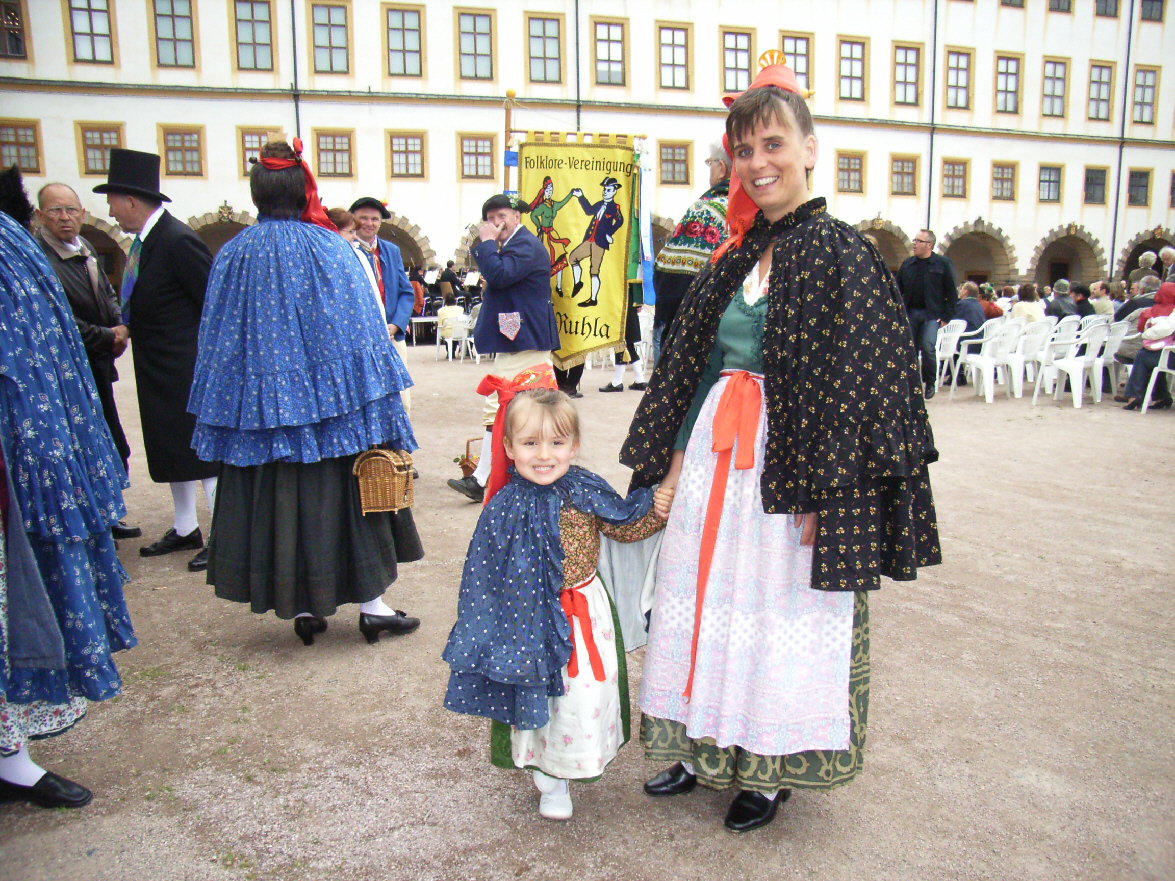
ostume de Ruhla, à Gotha

Le costume de Ruhla (Ruhlaer Tracht) est le costume traditionnel de Ruhla en Thuringe (Allemagne), autrefois dans le duché de Gotha. Il est porté aujourd'hui lors de manifestations folkloriques.

## Historique
Le musée local de Ruhla, ouvert en 1906, possède plusieurs costumes et une grande collection iconographique représentant les villageois de la région qui portent ce costume à l'église ou, dans sa variante plus simple, au travail des champs et de la ferme. À la même époque, l'association pour la conservation des costumes traditionnels du duché de Gotha est fondée à Gotha en 1907. Cette association est à l'origine de l'association actuelle des costumes traditionnels de Thuringe (Thüringer Trachtenverein) qui regroupe 115 associations locales, dont un certain nombre dans la jeunesse.
Le costume de fête de Ruhla vers 1830 a été élu « costume de l'année 2007 » lors de la célébration du costume traditionnel allemand qui s'est déroulée sous l'égide de l'association du costume traditionnel d'Allemagne qui comprend deux millions d'adhérents.

## Description
Le costume féminin consiste en une jupe longue noire recouverte d'un tablier de dentelle blanche (pour les jours d'église) richement brodé serré à la taille par un fin ruban de soie vermillon identique au ruban ceignant le chignon. Le tablier de coton ou de lin est à dominante de vert ou de violet les jours ordinaires. Le ruban de ceinture est noué en deux pans sur le devant du tablier et en un long nœud sous le chignon dont les pans tombent sur l'oreille gauche.
La blouse de lin blanc est recouverte par un corsage de soie de couleur vive à manches longues et par un mantelet de soie (pour les jours d'église) vive froncé en deux volants recouvrant les épaules et tombant sous la taille. Les femmes  portent des bas de coton blanc.
La coiffe consiste en un ruban de soie ou de dentelle noué autour du chignon (Haitlappen). Les femmes de Ruhla le laissent tomber sur l'oreille gauche. Des différences de façons de le nouer, le choix des couleurs, etc. expriment la coquetterie de la femme qui le porte.
Le costume masculin consiste en de longues culottes grises de coton et des bas de coton blanc avec une veste courte de couleur bleue ou noire recouverte l'hiver d'un manteau de flanelle noir tombant au bas du mollet.
Les dimanches et jours de fête les culottes sont de soie noire, les bas blancs et les souliers à boucle. Le gilet est en soie verte et la veste est noire en étoffe brillante. Le costume est complété par un nœud de soie verte au col et une tabatière brodée de perles.